# Röpersdorf/Sternhagen
Röpersdorf/Sternhagen ist ein Ortsteil der Gemeinde Nordwestuckermark im Landkreis Uckermark in Brandenburg. Er besteht aus den bewohnten Gemeindeteilen Lindenhagen, Röpersdorf, Schmachtenhagen, Sternhagen und Zollchow. Röpersdorf und Sternhagen waren bis zum 1. Dezember 1997 eigenständige Gemeinden. Der Ortsteil mit dem rund 235 ha großen Naturschutzgebiet Charlottenhöhe liegt zwischen dem Sternhagener See im Südwesten und dem 10,3 km² großen Unteruckersee im Osten.

## Geschichte
Es ist belegt, dass bereits im Neolithikum auf dem Gebiet von Röpersdorf/Sternhagen eine Siedlung bestand (siehe Liste der Bodendenkmale in Nordwestuckermark – Röpersdorf; ein Bodendenkmal).

### Eingemeindungen
Am 1. Dezember 1997 schloss sich die damalige Gemeinde Röpersdorf mit der damaligen Gemeinde Sternhagen zur Gemeinde Röpersdorf/Sternhagen zusammen. Diese fusionierte am 1. November 2001 mit neun weiteren Gemeinden zu der heutigen Großgemeinde Nordwestuckermark.

## Sehenswürdigkeiten

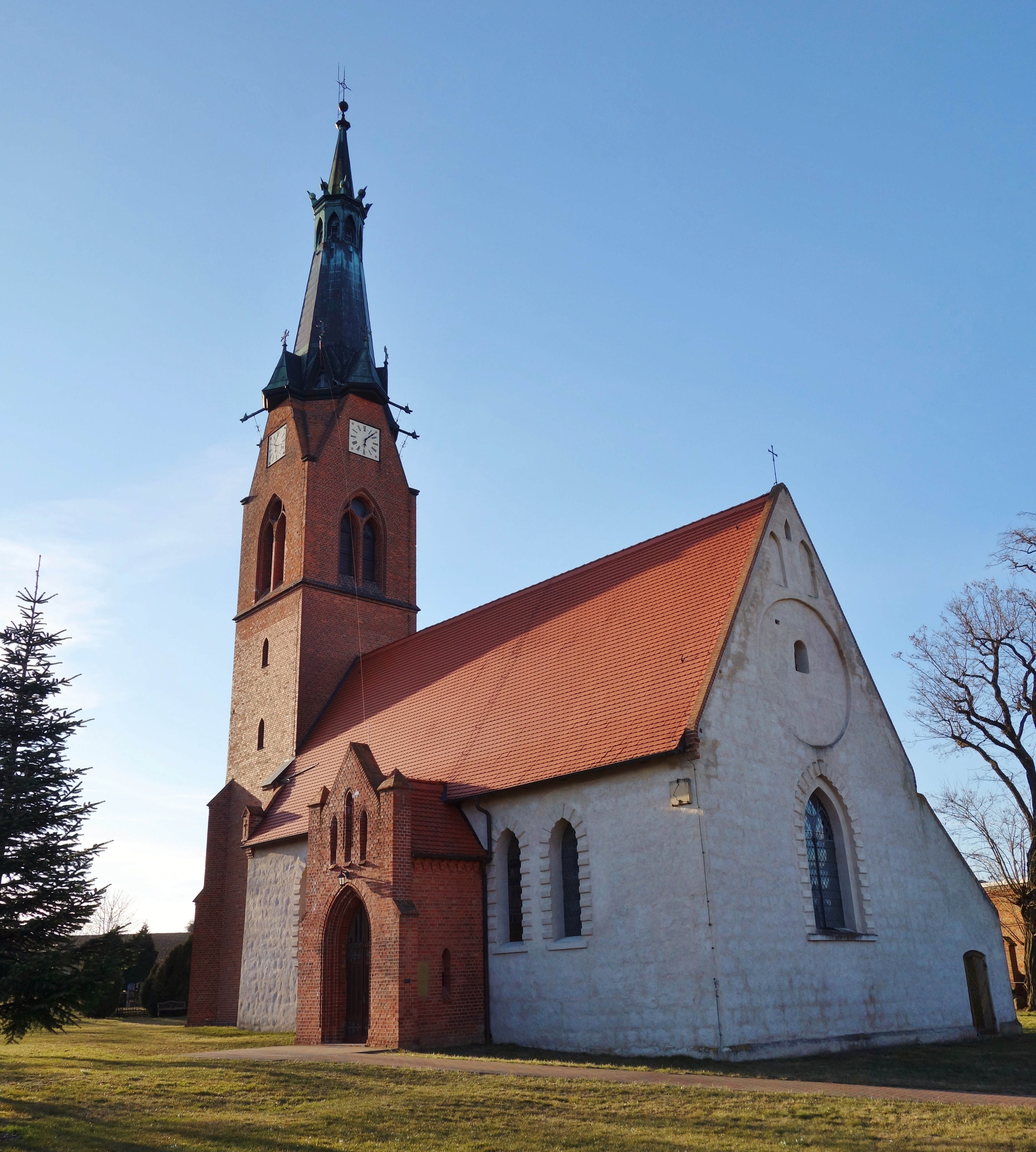
Dorfkirche Röpersdorf (2018)

In der Liste der Baudenkmale in Nordwestuckermark sind für Röpersdorf und Sternhagen zwei Baudenkmale aufgeführt:
- Dorfkirche mit Kirchhofseinfriedung und -portal in Röpersdorf
- Dorfkirche in Sternhagen